# ビバリー・クリアリー
ビバリー・アトリー・クリアリー（Beverly Atlee Cleary、1916年4月12日 - 2021年3月25日）は、アメリカ合衆国の児童文学作家、小説家。
オレゴン州出身。カリフォルニア州とワシントン州にある大学で学ぶ。児童文学作家としてデビューする以前は司書として働いていた。著作は30作を超え、主に子ども向けの作品である。作品中には、ヘンリーとそのペットの犬・リブシー、友人のクインビー姉妹（ベアトリスとその妹のラモーナ）及びそのペットのネズミ・ラルフといった有名なキャラクターが登場する。1984年に『ヘンショーさんへの手紙』（Dear Mr. Henshaw）でニューベリー賞を受賞した。
なお、名前の表記は「ヘンリーくんシリーズ」では「ベバリイ・クリアリー」、その他では「ベバリー・クリアリー」や「B・クリアリー」など様々であるが、本項では「Beverly」の最も一般的な表記「ビバリー」で統一している。

## 略歴

### 幼少期
1916年4月12日に、オレゴン州ヤムヒル郡マクミンビルに生まれた。旧姓アトリー・ブン。5歳の頃、家族はオレゴン州ポートランドに移り住み、そこで小学校から高校までを過ごす。クリアリーはいわゆる「スロー・ラーナー」（学習発達の遅れた子供）であった。必修である読書への不満や1年生の時の担任に対する不信がその理由の一つである。3年生になって初めて読書に楽しみを見い出した。そのときに読んでいた作品はルーシー・フィッチ・パーキンスの『ほら穴のふたごの冒険、原題：The Dutch Twins』である。その後、自分が望む本を見つけることは滅多になかったものの、ビバリーは図書館に通い詰めになる。

### 作家として
19歳（1934年）のとき、チャフィー大学に通うためにカリフォルニア州オンタリオに移り住み、大学で準学士号（A.A.）を取得する。同時期にオンタリオ市立図書館で臨時図書館員として働く。1938年にカリフォルニア大学バークレー校で国文学（英文学）学士号を取得した後、シアトルにあるワシントン大学で図書館学を学び、1939年には司書の資格を得る。
正規職員の司書として最初に勤めたのはワシントン州ヤキマの図書館であり、そこで多くの子供たちに出会う。そこで出会った子供たちは、ビバリー自身が幼少期に探し求めていたような本を、同じように求めていた。それに応えるように、1950年にビバリーは処女作である『がんばれヘンリーくん』（原題：Henry Huggins）を出版する。1955年には、クインビー姉妹を初めて物語の中心に据えた小説『ビーザスといたずらラモーナ』（原題：Beezus and Ramona）を出版する。なお、ビーザス（ベアトリス）とラモーナは『ヘンリーくんシリーズ』（原題：Henry Huggins、第1作と同じ）に脇役としてしばしば登場し、シリーズ後半になると主人公はラモーナに移行した。

### プライベート
1940年、クラレンス・T・クリアリーと結婚する。その後一家はカリフォルニア州オークランドに移り住む。1955年、マリアンヌ・エリザベスとマルコム・ジェームスの双子の親となる。夫のクラレンスは2004年に亡くなり、その後はカリフォルニア州カーメルに居住していた。2021年3月25日、同地の高齢者養護施設にて死去した。104歳と驚異的な長寿であった。
彼女は生涯に『A Girl from Yamhill』と『My Own Two Feet』の2冊の自伝を著している。彼女の著作は20以上の国々、15の言語に翻訳され、世界中で親しまれている。

## 受賞・功績
クリアリーは「ローラ・インガルス・ワイルダー賞」（1975年　ローラ・インガルス・ワイルダーを記念した賞）、『ラモーナとおかあさん』 で全米図書賞（1981年）、『ヘンショーさんへの手紙』でニューベリー賞（1984年　18世紀イギリスで児童文学の刊行に功あったジョン・ニューベリーを記念）を受賞している。また2000年4月には、アメリカ文化に大きな功績を残したということから「アメリカ議会による生ける伝説賞」（Library of Congress Living Legends award）を「作家・芸術家部門」で受賞した。
クリアリーが幼少期に暮らしていたマルトノマ郡立図書館のハリウッド分室には、著作『ヘンリーくんシリーズ』の舞台であるクリキタット通りの地図が、ロビーの壁に飾られている。また、クリアリーの愛すべきキャラクター「ヘンリー・ハギンズ」とその飼い犬「リブシー」（日本語訳ではアバラー。リブシーはRibsyで“肋骨みたいな”の意）、そして「ラモーナ・ジェラルディン・クインビー」の彫像をオレゴン州ポートランドのグラントパークで見ることができる。2008年6月、ハリウッドとファーンウッドにキャンパスを持つ8年制学校（元は過去に2つの学校が合併して出来た学校である）が公式に「ビバリー・クリアリー・スクール」という名称に変更された。尚、クリアリーは現在自身の名を冠するその学校、ファーンウッド初等中学校（5・6・中1・中2）に通っていた。
2004年、ワシントン大学情報学課程がクリアリーの図書館学への功績を称え、「児童・生徒のためのビバリー・クリアリー寄付講座」を開設する基金を創設した。2008年、ワシントン大学は、同大学において最も名誉ある賞の「校友栄誉賞」の次期受賞者を同大学の卒業生であるクリアリーに決定したと発表した。
カリフォルニア大学バークレー校にもまた、クリアリーの名を冠する寮が存在する。

## 作品一覧
| 当初からのシリーズ             | 新版発売時に追加             |
| 『がんばれヘンリーくん』       | 『ラモーナとおとうさん』     |
| 『ヘンリーくんとアバラー』     | 『ラモーナとおかあさん』     |
| 『ヘンリーくんとビーザス』     | 続編                         |
| 『ビーザスといたずらラモーナ』 | 『ラモーナ、八歳になる』     |
| 『ヘンリーくんと新聞配達』     | 『ラモーナとあたらしい家族』 |
| 『ヘンリーくんと秘密クラブ』   | 『ラモーナ、明日へ』         |
| 『アバラーのぼうけん』         |                              |
| 『ラモーナは豆台風』           |                              |
| 『ゆうかんな女の子ラモーナ』   |                              |

作品一覧を参照するに当たり、以下の点に注意されたい。
1. 邦訳版が出版されているもののみ列挙した。邦訳版が出版されていないものの詳細等については英語版ウィキペディアを参照されたい。
2. 発行年月は全て邦訳版（初版）が発行された年月である。
3. 初版発行年の古いものは多くが再版（改訂新版・重版等）されている（初版と新版、重版のISBNが相違するものもある）。
4. 邦訳版「ゆかいなヘンリーくんシリーズ」は当初は下記の9作品のみであったが、「新しい世界の童話シリーズ」の『ラモーナと○○』の2作品の改訂新版が発売された際に、それぞれが同シリーズに追加された。また『ラモーナと○○』が発売されてから20年近く経過した2001年には続編が出版され始め、現在はそれらも含め同シリーズは全部で14作となっている（右表を参照されたい）。なおこれらの作品は、原作においては上記本文にもあるように全て「ヘンリーとその周りの人々の日常」を描いた同一シリーズである。

### ゆかいなヘンリーくんシリーズ
- シリーズ1『がんばれヘンリーくん』（学習研究社、1968年12月、ISBN 978-4051046170）挿絵：ルイス・ダーリング。それ以前に1967年発行の、横山明挿絵担当の版がある[3]。
- シリーズ2『ヘンリーくんとアバラー』（学習研究社、1968年12月、ISBN 978-4051046187）
- シリーズ3『ヘンリーくんとビーザス』（学習研究社、1969年6月、ISBN 978-4051046194）
- シリーズ4『ビーザスといたずらラモーナ』（学習研究社、1969年10月、ISBN 978-4051046200） - 2010年に『ラモーナのおきて』として映画化。
- シリーズ5『ヘンリーくんと新聞配達』（学習研究社、1970年1月、ISBN 978-4051046217）
- シリーズ6『ヘンリーくんと秘密クラブ』（学習研究社、1970年5月、ISBN 978-4051046224）
- シリーズ7『アバラーのぼうけん』（学習研究社、1970年7月、ISBN 978-4051046231）
- シリーズ8『ラモーナは豆台風』（学習研究社、1970年12月、ISBN 978-4051046248）
- シリーズ9『ゆうかんな女の子ラモーナ』（学習研究社、1976年9月、ISBN 978-4051046255）

（以上松岡享子訳、なお、NHKで「わんぱく天使」のタイトルでドラマ化されている。）

### 新しい世界の童話シリーズ
- 『ひとりっ子エレンと親友』（学習研究社、1977年12月、ISBN 978-4051046637）
- 『いたずらっ子オーチス』（学習研究社、1980年11月、ISBN 978-4051046774）
- 『ラモーナとおとうさん』（学習研究社、1982年12月、ISBN 978-4051046910）
- 『ラモーナとおかあさん』（学習研究社、1983年12月、ISBN 978-4050048311）

（以上松岡享子訳）

### ゆかいなヘンリーくんシリーズ続編
- 『ラモーナ、八歳になる』（学習研究社、2001年12月、ISBN 978-4052014048）
- 『ラモーナとあたらしい家族』（学習研究社、2002年11月、ISBN 978-4052014055）
- 『ラモーナ、明日へ』（学習研究社、2006年1月、ISBN 978-4052014062）

（以上松岡享子訳）

### あかね世界の文学シリーズ
- 『子ねずみラルフ第二のぼうけん』（谷口由美子訳、あかね書房、1977年2月、ISBN 978-4251062147）
- 『子ねずみラルフのぼうけん』（谷口由美子訳、あかね書房、1977年3月、ISBN 978-4251062086）
- 『ヘンショーさんへの手紙』（谷口由美子訳、あかね書房、1985年1月、ISBN 978-4251062437）
- 『リー・ボッツの日記―走れ、ストライダー』（谷口由美子訳、あかね書房、1993年3月、ISBN 978-4251062550）

### その他
- 『ソックス─売られていった子ネコ』（黒沢浩訳、文研出版、1984年7月、ISBN 978-4580814677）
- 『フィフティーン』（堀内貴和訳、東京書籍、1990年2月、ISBN 978-4487760817）
- 『ジミーとジャネット、ふたりはふたご』（糸井重里訳、あかね書房、1997年5月、ISBN 978-4251040053）
- 『ボーイフレンド』(前田三恵子 訳　桜井誠 画、偕成社マスコットブックス３巻、1980年2月、ISDN 978-4-03-6300303)